# Distrito de Soloco

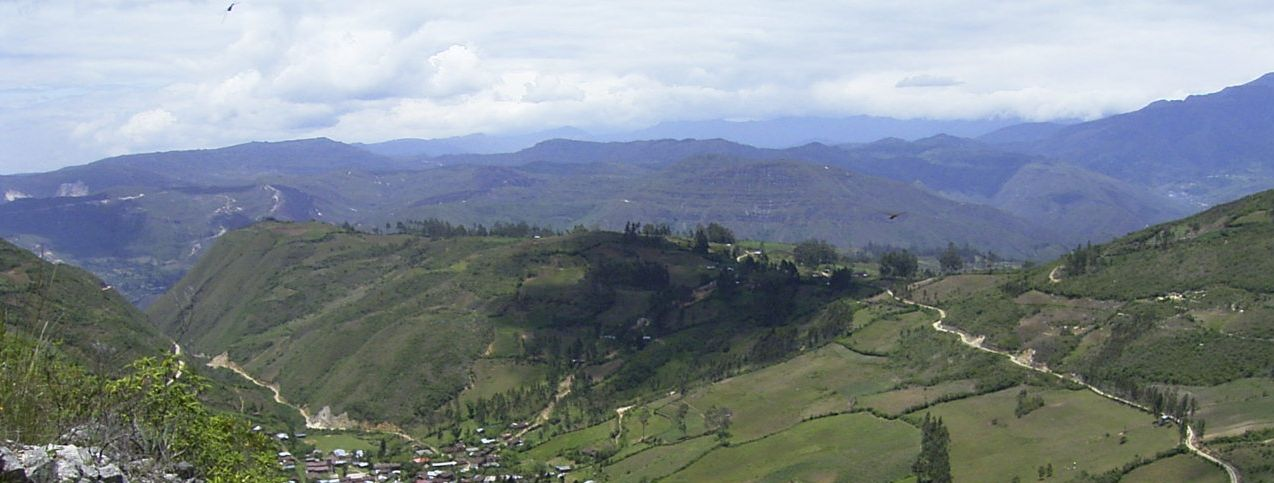
El pueblo Soloco.

El distrito de Soloco es uno de los veintiún distritos de la provincia de Chachapoyas, ubicada en el Departamento de Amazonas, en el norte del Perú.
El distrito de Soloco se encuentra ubicado en la parte este de la provincia de Chachapoyas, en la montaña alta en la Región del Amazonas. Limita al norte con el distrito de Chachapoyas y el distrito de San Francisco de Daguas, al este con el distrito de Cheto, al sur con la provincia de Rodríguez de Mendoza y al oeste con el distrito de Levanto y el distrito de San Isidro de Maino.

## Historia
Soloco, el pueblo que hoy conocemos con ese nombre, es el resultado de las políticas de reducción impuestas por los conquistadores, quienes buscaban controlar a las poblaciones indígenas. Al sureste de la capital del distrito, se encuentran las antiguas construcciones de piedra en un lugar conocido como Purumllacta. Se cree que la población indígena fue concentrada en la parte baja, donde se edificó una plaza cuadrada, junto con un templo, un ayuntamiento y viviendas aledañas.
Por ley de 5 de febrero de 1861, se creó la provincia de Luya, que surgió de la división de la provincia de Chachapoyas. En esta norma legal, Soloco fue considerado uno de los distritos de Chachapoyas, durante el gobierno del presidente Ramón Castilla.
Otro antecedente histórico relevante de Soloco se encuentra en el libro del destacado naturalista don Antonio Raimondi. En sus relatos sobre sus recorridos por los pueblos de Chachapoyas, señala: "El pueblo de Soloco queda al SO y el de Daguas al NO; Cuillamal queda al pie de Daguas. De Pipus a Cuillamal hay mas de un km; de Cuillamal a Daguas 5 km de cuesta; y de Daguas hay también 5 km a Soloco. El distrito de Soloco comprende: Soloco, Daguas, Cuillamal y Pipus" (páginas 136 y 137 de "Itinerario de los viajes de Raimondi en el Perú" de 1904). Este testimonio no solo resalta la importancia de Soloco en el contexto regional, sino que también refleja la rica herencia cultural e histórica que caracteriza a esta localidad.

## Origen del nombre Soloco
Todavía no hay una investigación contundente sobre el nombre de Soloco, aunque se considera que la denominación se dio durante la reducción a fines del siglo XVI, aproximadamente por 1583, como la ocurrida en Cheto y su Purumllacta; la tradición oral señala que la población se encontraba en las partes altas de la actual localidad, donde existen hasta hoy numerosos edificaciones de piedra caliza y enlaborados andenes o pircas.
En 1569, Toledo con aprobación del rey de España, ordenó la reducción de todo el Perú, como un método de planificación de asentamientos poblacionales obligatorios, que consistía en concentrar a los habitantes aborígenes en las inmediaciones de una plaza mayor, iglesia, cabildo y solares para vivienda y huertos propios. Este proceso ayudo a controlar a la población indígena que vivía dispersa en el territorio y con lo cual facilitaba la labor evangelizadora de los sacerdotes y el control de las autoridades virreinales.
Es posible que Purumllacta siguió siendo ocupado, hasta después de la reducción en 1583, debido a la abundancia de terrenos aptos para la agricultura y las hermosas construcciones de piedra labrada, que con seguridad fueron construidos siglos atrás por sus ancestros. Además es tradicional que a cada pueblo fundado o reducido los españoles les asignen un patrón religioso como ocurrió con pueblos cercanos, San Juan de Cheto, San Francisco de Daguas y para Soloco, San Miguel de Soloco.

## Geografía
Tiene una población estimada mayor a 1000 habitantes. Su capital es el centro poblado de Soloco. Sus coordenadas son 60°17′15″de latitud sur y 77°41′5″ de longitud oeste y es la sede de las principales autoridades gubernamentales del distrito como Alcaldía, Gobernación, Juzgado, Administración, etc.
Además del centro poblado, el distrito cuenta con 5 anexos: Lolto, Mito, Cuillamal, Quitachi y Oquish. También incluye a los caseríos de Saxol, Tinas, Manzana y Tamiapampa.

### Orografía
El distrito de Soloco tiene un relieve muy accidentado entre sus principales accidentes destacan:
- Cerros: Loro pico, Campanario, Llama Urco, Tres Hermanos, Quintar mana, Erurco, Lolturco, Cashurco, etc.
- Pampas: Quichanos, Palchon pucro, Mito pucro, Tío, Lolturco, Saquería, etc.
- Valles: Cuillamal, Olía oquish.

### Hidrografía
El distrito cuenta con un regular potencial hídrico. Destacan:
- Ríos: Soloco, Olía, Shilvicachi, Lejía, Tinas, * Shocol.
- Quebradas: Quichmal, Totoracucho, Upa poncho, Parjujsha, Chaquil, Toclón, Naranjo, Shallcaquihua, etc.
- Lagunas: Chaquil, Yana cucha, Atún pucro, Undulpata, Toclón, Laguna de los patos, etc.

## Clima
El distrito de Soloco tiene un clima templado.

## Flora
El distrito de Soloco es muy rico en recursos vegetales, pues cuenta con una gran variedad tanto alimenticia, medicinal, frutal, ornamental e industrial.
- Alimenticios: Maíz, fríjol, papas, cebadas arbejas, olluco Chiclayo, camote, chocho, zanahoria, yuca, repollo, col, cebolla, culantro, habas, michuque, lechuga, coliflor, lenteja, trigo, etc.
- Medicinales: Shucapaico, shuca ruda, mariaza cha, campanilla blanca, campanilla roja, campanilla azul, poleo, ruda, paico, laurel, lancetilla, llantén, pie de perro, cola de caballo, manzanilla, canchaalagua, malva, chicoria, hierba santa, hierba luisa, verrus, matico o hierba del soldado, apio, ortiga, callmanzanilla, paico, saúco, toronjil, shishaure, suelda con suelda, Durango, llacon, cuelan, hierba mora, verbena, valeriana, rosa amarilla, etc.
- Frutales: Naranjo, limero, limonero, chirimoyo, pepino, (berenjena), durazno plátano, guayaba, papaya, mora tomate, silvestre, etc.
- Ornamentales : Rosa, dogos, orquídeas, cartucho, clavel. Azucena, margarita, girasol, siempre vivas, palma real, inguil, etc.
- Industriales: Caña de azúcar, café, penca, mora, maushan, guayaba, pepino, etc. Además tenemos árboles útiles en diversas construcciones tales como, cedro, ishpingo, aliso, lujmito, levanto, nogal, putquiero, eucalipto, etc.

## Fauna
En el distrito de Soloco existe una gran variedad de animales tanto domésticos como salvajes:
- Domésticos: Vacunos (diferentes razas), caballo oveja, cerdo, perro, gato, pavo, gallina, pato, cuy, peligueyes, etc.
- Salvajes: Venado, Chosca, Zorro, Majás, conejo, oso, cacancillo, sacha cuy, hachón, tigrillo, perdiz, gavilán, halcón, talaca, gallinazo, loro, paloma, ardilla, murciélago, mono, serpiente, león, etc.

## Minerales
En la localidad de Soloco en el cerro Apión se encuentra ubicada la mina de Santa Clara de estaño y plomo. Además, en Soloco abundan minerales no metálicos como piedra ripio, hormigón, arena, arcilla, yeso, etc.

## Economía local

### Situación del poblador soloquino
El poblador soloquino se dedica mayormente a las actividades agrícolas, cultivando la papa, además de legumbres, cereales pastos y otros. A falta de vías de comunicación, los pobladores construyeron caminos de herradura mediante los cuales transportan en acémilas los productos a los lugares de comercialización.
En la actualidad existen trochas carrozables que llegan a todos los anexos del distrito. Por lo que los productos se almacenan en todos estos pueblos y desde aquí utilizando automóviles, se transportan los productos a Pipus, Chachapoyas, Rodríguez se Mendoza, Moyobamba, Bagua, Jaén y otros lugares cercanos.
En cuanto a la ganadería podemos decir que el ámbito del distrito se está despertando gran interés por la cría del ganado vacuno constituyéndose en una actividad de segunda prioridad.

### Agricultura
Es la actividad básica, base del sostenimiento y progreso del pueblo prácticamente, en todo el distrito se registran gran cantidad de tierras favorables para la agricultura. La producción principalmente es de yuca, maní, plátano, café, naranja, lima, etc. En las áreas de altitudes medias produce papa, maíz, fríjol, trigo, cebada, etc. En la parte alta produce habas cocho, olluco, oca, papa, etc.
El cultivo de las tierras es de tipo tradicional; utiliza arado de tracción animal, lampa, pico, pala, machete, etc. Pero cabe mencionar que únicamente en el cultivo de la papa se utiliza cierta tecnología ya que se fertiliza el suelo y se utiliza algunos medicamentos para combatir las plagas.

### Ganadería
En cuanto a la ganadería podemos decir que en todo el ámbito del distrito se da mayor preferencia a la crianza del ganado vacuno, que en la actualidad se observa que se está despertando gran interés por mejorar dicha cría. Constituyéndose en una actividad de segunda prioridad. La crianza del ganado vacuno es posible gracias a la vegetación, clima abundancia de pastos naturales y cultivados así como la aclimatación del Brown Swis, Holstein, Fleiber, etc.
Además se cría también ganado caballar, porcino, lanar, avícola, etc.

### Forestación
La exuberante y variada vegetación que brindan las regiones montañosas es asidero de gran riqueza de materia prima, la producción maderera se da sobre todo en el anexo de Quitachi, las principales maderas que existen son: cedro, ishpingo, eucalipto, olivo, putquiero, levanto, nogal, lujmito, etc. Estas maderas son utilizadas en la construcción de casas, puentes, muebles, bateas, entablados, etc.

### Comercialización
La comercialización, tanto agrícola como ganadera, se limita a la compra de artículos de primera necesidad y a la venta de sus principales productos como papa, cereales, verduras, ganados, etc. El comercio cada día se está haciendo más activo en la virtud, de debe de mayor importancia a la ayuda técnica y económica de la agricultura y ganadería, que tanto espera de las autoridades.
Un sistema rudimentario de comercialización que se practica en el distrito de Soloco es el trueque, el cual consiste en el cambio de un producto por otro. Entre los principales productos que se importan son arroz, fideos, azúcar, sal, aceite, herramientas de agricultura, abonos, insecticidas, etc. La comercialización de ganados se realiza por personas de diferentes lugares que acuden a la localidad así como en el mercado de Pipus que se realiza los domingos.
La comercialización se ve favorecida por la existencia de las trochas carrozables que une a los diferentes pueblos del distrito.

## Turismo
Soloco ofrece varios lugares atractivos como las hermosas Ruinas de Soloco, una fortaleza de considerable tamaño. También destaca la plaza en el centro del pueblo.

### Arqueología
En el distrito de Soloco existen numerosos yacimientos arqueológicos, los mismos que formaron la cultura Chacha, con edificaciones en las partes altas (cumbres de los cerros), cabe mencionar que estos monumentos arqueológicos se encuentran en mayor parte destruidos debido a los efectos del tiempo, a las labores agrícolas y sin lugar a duda a las manos inescrupulosas de buscadores de fortuna

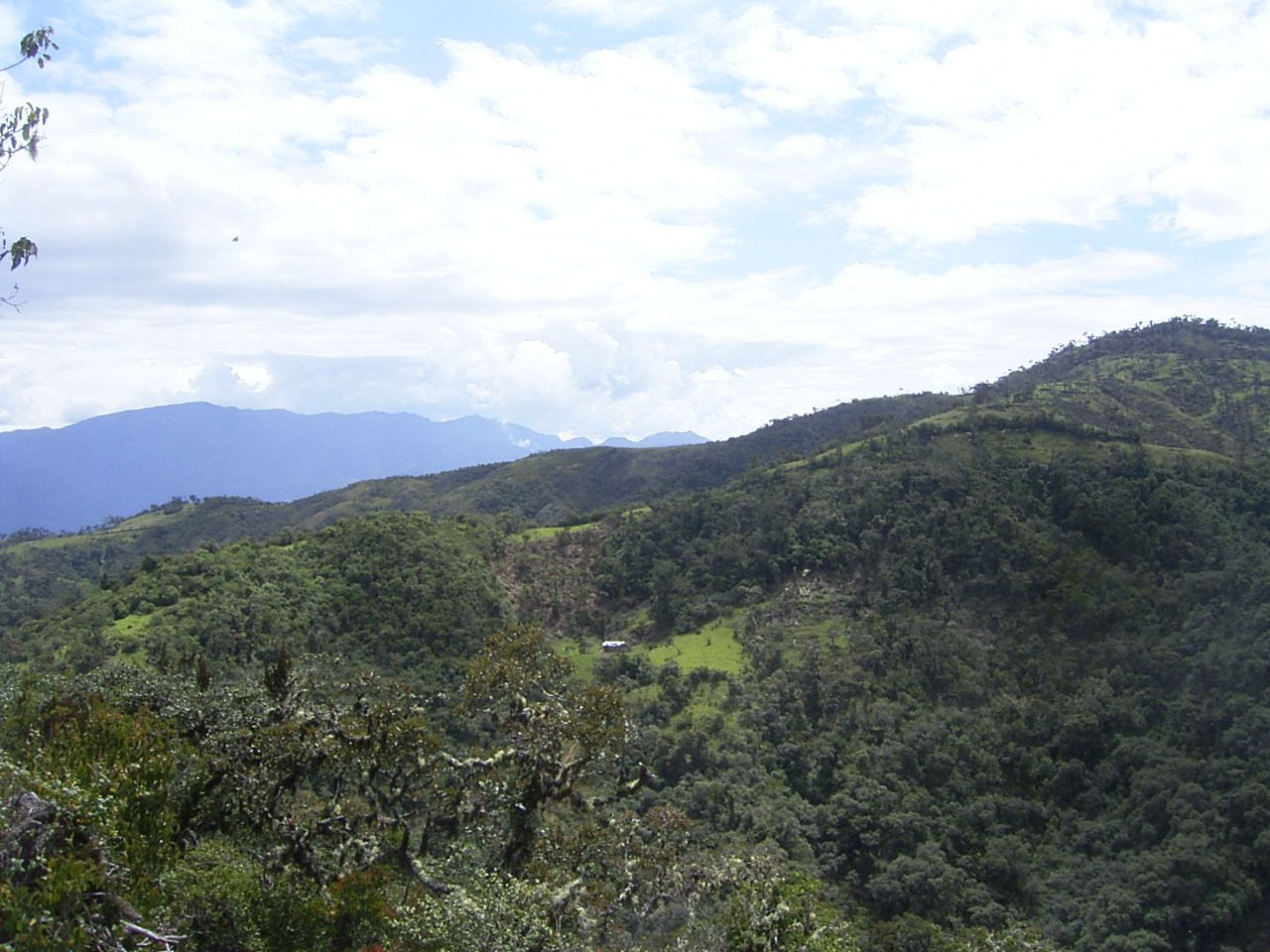
El paisaje visto deste la fortaleza de Soloco.

Entre los principales monumentos tenemos:
- Purunllacta:

Este complejo arqueológico dista aproximadamente 4.5km. Desde el poblado de Soloco, caminando una hora aproximadamente; llegamos al lugar por cualquiera de los caminos de herradura; sea por la ruta de cachetin o por la ruta gomal.
Purum llacta significa “pueblo viejo” o “pueblo antiguo”, el cual se encuentra en cima de un cerro abrazado por la sombra de la vegetación. Las numerosas construcciones permiten inferir que fue una población bastante numerosa. El material empleado es la piedra caliza asentado sobre rocas naturales.
En la Parte Alta, las construcciones de la entrada son amuralladas existiendo una puerta principal de entrada por el lado sur- oeste cuyo ancho es de aproximadamente de un metro y cuenta con piedras superpuestas a maneras de escalinatas, ya en el interior existen numerosas construcciones circulares con hornacinas, puertas, cornisas, piedras clavas, etc., entre las construcciones más grandes tenemos en la parte norte, en cuyo lugar existe una pequeña construcción rectangular semisubterránea, con techo de piedra y una pequeña entrada en forma de puerta o ventana.
Próximo a esto y al lado noroeste, existe un enorme y curioso muro que entra y sale simétricamente, al pie del cual existen obras muy curiosa como es el caso de una pequeña construcción semicircular de 80cm de altura que tiene la forma de un vaso con el diámetro superior mayor que el de la base, cuenta con un techo de piedra tiene muestra de pequeñas ventanas y una especie de canal que se dirige a la parte baja, al norte de estas construcciones existen numerosos edificios circulares más al sur de estas construcciones amuralladas existen numerosos edificios y para llegar a la cima del cerro existe un curioso torreón al que ingresamos por unas escalinatas.
En la parte noroeste del torreón hay una hermosa construcción circular parecido a un horno, con una pequeña entrad y se encuentra al interior del cerro, mientras que al sur de este torreón y un poco más abajo existe un boquerón que se proyecta verticalmente al interior que podría haber sido un escondite, almacén, cárcel, lugar de escape posiblemente un camino subterráneo que conduce a otros lugares aproximadamente a 1 km de distancia en línea recta en dirección noreste y al misma altura existe otro torreón en el cerro denominado parjusha el cual también cuenta con escalinata de acceso.
En la Parte Baja existen muchas construcciones entre las cuales también existen algunas construcciones rectangulares el cual es indicio de influencias incas de unas co0nstrucciones circulares son características propias de los pre-incas entre las edificaciones más importantes es que existe una construcción rectangular sin indicios de puerta de acceso a su interior. Además existen construcciones indicios de canales así como también en estos lugares abundan restos de batane moljones, morteros, etc.
- El Canal de Paccha:

Este canal se encuentra aproximadamente a 3.5km, de distancia desde el pueblo de Soloco, llegamos por un camino de herradura cuyo viaje es de subida y dura 40 minutos aproximadamente, este canal se encuentra en la parte intermedia de los monumentos arqueológicos de Purun Llacta y gomal es un canal muy curioso, subterráneo con piedras planas a los cuatro lados, en su parte final sale por un muro o pared bien trabajado.
Este canal en la actualidad está en pleno funcionamiento, es decir cuenta con agua y lo que más llama la atención es que no sabemos desde donde lo han conducido ya que en la parte alta o cumbre del cerro no existe ningún indicio de agua, no existe ninguna vertiente, laguna y ni siquiera pantanos. Esto nos hace suponer que lo han traído de otro lugar más lejano.
En la actualidad dicho canal abastece a todo el sector agropecuario.
- Gomal:

Se encuentra escasamente a un kilómetro de distancia aproximadamente desde el pueblo de Soloco.
Arribamos por un camino de herradura pedregoso cuya caminata dura unos 30 minutos, por las construcciones existentes se estima que fue un pueblo bastante numeroso, de cuyos restos actualmente son bastantes llamativos y un torreón, próximo a este existen dos construcciones impresionantes a base de planchas de piedra:
Uno es como un túnel en forma de caracol: con la entrada más grande a medida que se prolonga internamente se va acortando y da a una pequeña curva inclinada hacia la parte superior.
El otro es semi-subterráneo con una entrad en forma de canal con escalinatas en forma descendente, cuya entrada es muy reducida y en el interior es de forma circular a manera de horno, en las paredes internas hay una piedra gravada con incisiones geométricas en bajo relieve.
- Choquia:

A 1,5 km desde el centro poblado llegamos por un camino de herradura y subida. También podemos llegar desde el anexo del Mito, desde donde el camino es más llano.
Las construcciones que existen en estos monumentos arqueológicos son circulares y la mayoría cuenta con piedras clavas simples.
- Topia:

Se encuentra a 3 km aproximadamente del pueblo de Soloco, llegamos por un camino de herradura pedregoso y de subida. También podemos llegar a estos restos arqueológicos de anexo Mito.
Por el lado oeste cuenta con un muro perímetro de regular altura y en la parte interna existe un edificio circular de cuyo interior sale una piedra tallada a manera de desagüe cuyo pico se prologa a más de 10cm de la pared.
- Chaquil: A 8 km aproximadamente desde la localidad de Soloco y más al sur de Purunllacta. Existen pequeños restos arqueológicos y próximos a éste hermosas lagunas y un riachuelo con muchos meandros.

- Cavernas y Cascadas de Parjujsha: Miden:
  - Resurgencia de Soloco alto 2570 m
  - Cueva de Soloco alto 2620 m
  - Vaca Negro alto 2917 m
  - Leonidas alto 2917 m
  - Parjujsha chico alto 2866 m
  - Parjujsha grande alto 2890 m
  - Parjujsha alto 3000 m
  - Parjujsha arriba alto 2900 m
  - Santa María alto 3000 m

## Autoridades

### Municipales
- 2023 - 2026[2]
  - Alcalde: Norbert Santillan Mazuelos, de Sentimiento Amazonense Regional.

## Usos y costumbres
- Faenas

Desde tiempo ancestral se conserva la costumbre de las faenas que trata de una ayuda masiva de personas en tiempo de cultivo de maíz, papas, pasto, etc. Invitan a sus vecinos familiares y conocidos ya seas varones y mujeres, para cultivar las chacras los que lo hacen en forma progresiva. El dueño de la chacra llamado “el patrón” se prepara con bastante guarapo o chicha, aguardiente y con almuerzo y cena.
También este tipo de costumbre se practica en la construcción de casas, a éste acto se le denomina “fábrica”. Para el techado de dicha casa generalmente se prepara dulce con pan, también culmina con derroche de bebidas y algunas veces con una pequeña fiesta.
- Obligaciones

Esta actividad difiere mucho de las faenas, pues la faena con trabajos de ayuda mutua que benefician a las personas en particular mientras que las obligaciones son actividades que van en beneficio de toda una institución o comunidad. Las autoridades de turno cita a una asamblea en la cual determinan la fecha para realizar tal o cual trabajo que será de beneficio comunal.
Por intermedio de esta actividad se hace la participación de caminos, limpieza de pozos mantenimiento de carreteras, cultivo de las chacras comunales etc. A esta actividad concurren obligatoriamente todos los comuneros o asociados, también en esta actividad se disfruta de las bebidas típicas que es el aguardiente el cual es comprado con el dinero de la institución o es donado por alguna persona.
- Tishana o Tuta Minga

En el distrito de Soloco aún se conserva de escarmenar la lana de los ovinos para después hacer hilar y tejer los lindos ponchos, alfombras, frazadas, etc. Útiles a los pobladores.
Se trata de conseguir las mingas por lo general mujeres que queden en la casa de la solicitante a cierta hora de la noche después d la cena donde les esperan con un buen volumen de lana lavada, para hacer la tishana o tuta minca (minga) cuya labor se prolonga mayormente hasta más de la media noche una vez escarmenada la lana y hechos los copos (porción de lana que están a disposición de hilarse), la dueña de la casa brinda un delicioso café con purtumute y así este trabajo es gratuito.
- El Lantaruti

Consiste en le primer corte de pelo del niño(a) el cual es motivo de fiesta los padres invitan a los padrinos familiares y amigos para que acudan a dicha reunión quienes deben cortar el cabello del niño (a) en media sala, en un intervalo de la fiesta se coloca mayormente dos sillas se hace sentar al niño (a) y en la otra se coloca un azafate con una tijera, todos los presentes empezando por los padrinos, efectúan el corte de pelo y depositan el dinero de acuerdo a su voluntad por cada corte que hagan o para hacer a la par que van saboreando los infaltables y variados licores.
Una vez cumplido con el corte de pelo, los padres invitan a todos los presentes un suculento plato dando mayor preferencia a los padrinos para quienes mayormente es un cuy entero y muy preparado. Luego del brindis la fiesta continúa o termina esto depende ya más de los padrinos y dueños de casa. Al siguiente día de los padrinos nuevamente concurren a la casa de los padres para arreglar el pelo del niño(a), quienes a su vez pueden depositar más dinero para redondear o completar a fin de poder comprar algo que será de propiedad del niño(a). La compra puede ser oveja, chancho, caballo, vacuno, etc. Este depende de la cantidad de dinero recaudado.
- El velorio

Cuando una persona fallece los deudos realizan el rosario durante diez noches consecutivas que son contados desde el día del entierro del cadáver, los dolientes deudos hacen todo lo posible para sacrificar un ganado vacuno, ovino u otro animal de acuerdo a las posibilidades para brindar a todos los acompañantes.
Durante todas las noches se acostumbra hacer un pequeño brindis, pero de todas las noches el más importante es el quinto y el décimo día llamados pichca y chunga, respectivamente. En los cuales además de la víspera del entierro se brinda el tradicional “UPE”. En el décimo todos los acompañantes amanecen que luego de la vigilia y el rosario que se realiza generalmente a las 5.00am. Toman el desayudo luego acuden al cementerio portando la cruz impregnado el nombre y fecha del sepelio el cual es colocado en el mismo lugar que ha sido enterrado dicho cadáver.
- Fiestas de carnaval

En algunos pueblos del distrito se celebra las fiestas carnavalescas. El juego de los carnavales empieza aproximadamente un mes antes de la fecha señalada como día central: casi en todas las faenas o mingas y sobre todo en los días domingos, se practica este juego echándose agua y algunas pinturas.
Faltando pocos días para el día central, el mayordomo o (caporal) invita a los familiares y amigos para que colaboren con el preparado del guarapo, acarreo de la leña etc. En las vísperas del día central el mayordomo organiza un gran baile social ya sea en su domicilio u otro local comunal.
Llegado el día central el mayordomo brinda un almuerzo a todos los presentes y luego se conducen al lugar indicado un árbol denominado “Humisha”, esto lo hacen al son de la banda de músicos (antiguamente) lo hacían con antara. Junto con el árbol también conducen la jarra compuesta por gallinas aderezadas, cuyes aderezados, yucas guisadas, panes de diferentes figuras, collares de maní, caramelos, etc. Todos estos van sujetados en un armazón de carrizo junto con la jarra llevan también los demás enceres la tiesta como, papa plátano, fideos, agua ardiente, dulce queso, etc. Todos estos enseres se colocan en una mesa además la jarra lleva como soporte un gigante zapallo.
La “humisha” que comúnmente es un árbol de eucalipto, es plantado en el lugar acostumbrado, el mismo que es adornado con globos cintas, algunas prendas, etc. Alrededor de dicha “humisha” bailan en parejas y haciendo una rueda, todo esto al compás de la música carnavalesca y bebiendo el infaltable aguardiente y la chicha o guarapo una pareja sale de la ronda agarra el hacha y da unos cuantos cortes al árbol y así sucesivamente salen todas alas parejas y la que hacen caer al árbol ( cualquiera de los miembros de la pareja) queda como mayordomo y con el compromiso de celebrar la fiesta el próximo año. El árboles plantado y el nuevo mayordomo busca a sus amistades y les compromete a cortar nuevamente el árbol quienes son como ayudantes del mayordomo el mayordomo lleva el árbol y los demás las cosas restantes, quienes devolverán con pequeño aumento. El próximo año es así como concluye.
- El Huiche

Esta es una hermosa costumbre de los corazones voluntariosos solidarios y fraternos, pues consiste en productos diversos que las personas llevan como regalo cuando van a visitar a otras personas, la visita se realiza cuando esta de duelo, celebran fiestas religiosas, están en la frabica, están enfermos, han llegado de algún lugar lejano, etc. en esta visita las personas llevan como regalo que por lo común los varones acostumbran llevar algún licor en cambio las damas llevan productos domésticos.
- Mallajminga

Es una actividad que consiste en una actividad recíproca en personas que se conservan cierta amistad cuya labor lo realizan antes de tomar el desayuno más o menos de las 6 de la mañana hasta las 8 de la mañana por lo tanto lo realizan dentro o cerca del pueblo cultivando maíz, papa, acareando leñe, reparando cercos, trasladando productos etc.luego realizada tal o cual actividad el patrón o dueño del trabajo invita un delicioso desayuno en seguida cada uno redirige a su domicilio.
- Comparadrasto

Es una costumbre que permite profundizar la amistad entre más personas a hacerse más compadres o comadres, el cual puede ser un compromiso espiritual por motivos de un nacimiento de un niño, bautizo, primera comunión, confirmación, etc.
También puede ser puede ser por amistad o simpatía que se tiene a cierta persona y para hacerle compadre o comadre se lo hace un regalo especial que puede ser una huahua gigante (figura de pan con la representación femenina, regalado para una mujer), toro gigante (figura de un pan con la representación de un toro), la papa más grande de más cosecha, la yuca más grande, etc. También a veces se hacen compadre bebiendo un buen vaso de licor.
- La puja

Es una costumbre que consiste de hacerse cargo de algunos productos con el compromiso de devolver el próximo año con un pequeño aumento. Los productos pueden ser animales vivos o preparados con, gallina, cuy, pato, etc. o también pueden ser figuras de pan, aguardiente, dulce, queso, piña, plátano, atún, etc.
En este caso de ser animales el aumento es el siguiente: de una gallina un cuy, de un cuy tres huevos, etc. Si los animales estaban vivos tienen que devolver uno vivo, si fueron preparados tienen que devolverlo preparado. Esta costumbre se practica en algunas fiestas como en carnaval, san Juan, san Miguel, señor de los milagros, virgen María, etc.

## Gastronomía
Como comidas típicas se conoce el Sancochado, el Purtumute, el Locro de Chochoca y el cuy con papas entre otros.

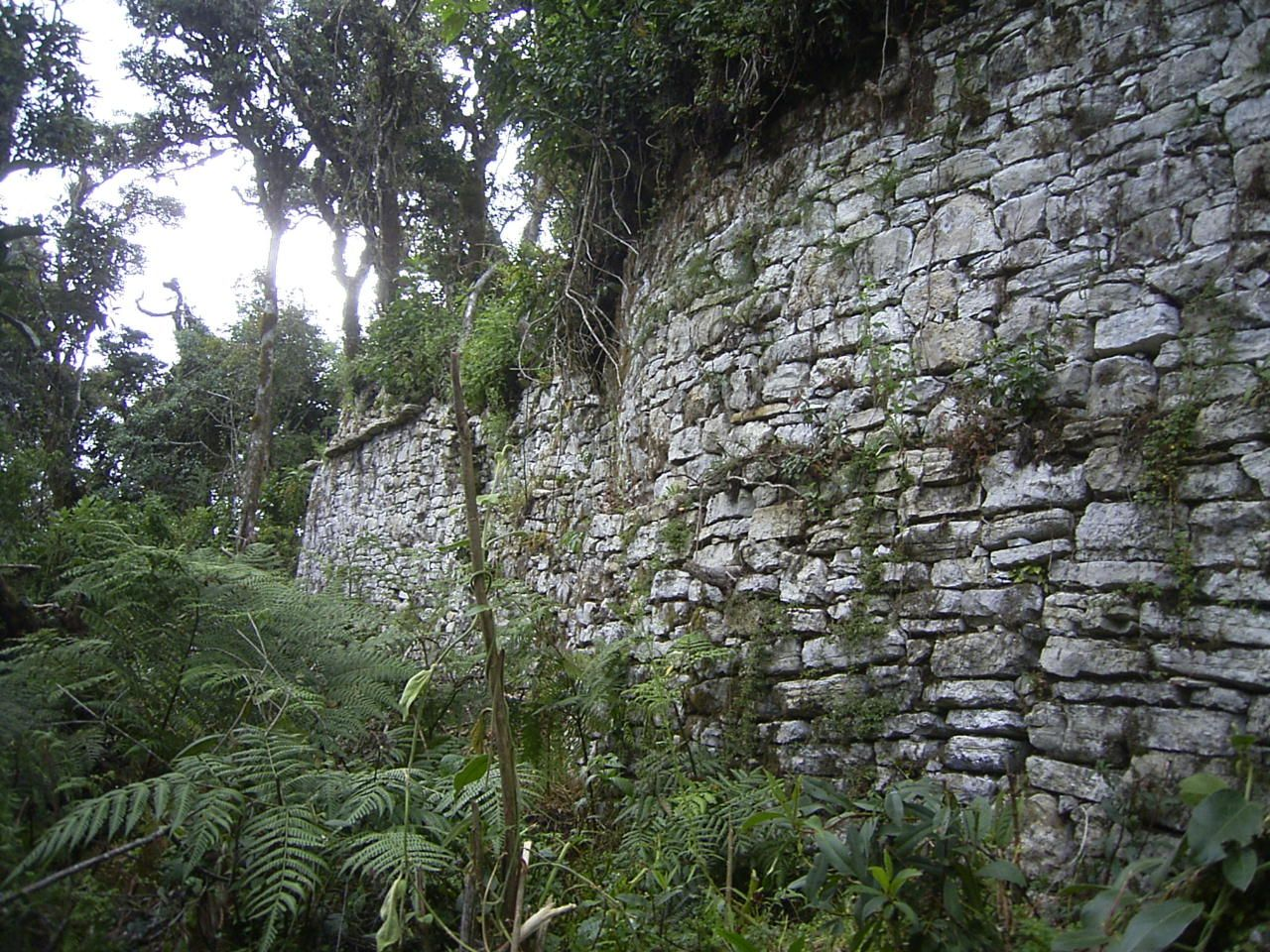
Una muralla de la fortaleza de Soloco construida antiguamente.

## Principales actividades festivas
Las fiestas patronales de la capital Soloco se celebra el 28 de septiembre. Otra fiesta grande para el pueblo es del Señor de los Milagros, el 18 de octubre.
Aparte de las fiestas comunes como la de Navidad, año nuevo, carnavales, fiestas patrias, etc. destacan:
- Fiesta de San José (19 de marzo) en anexo de Lolto.
- Fiesta de San Juan (24 de junio) en el anexo de Oquish.
- Fiesta de San Miguel (29 de septiembre) en la localidad de Soloco. Es la fiesta más popular e importante.
- Fiesta del Señor de los Milagros (18 de octubre) en la localidad de Soloco.
- Fiesta de la Virgen María (8 de diciembre), en la localidad de Soloco.